# Skyler Shaye

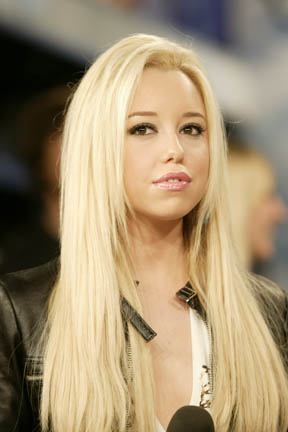
Skyler Shaye, 2007

Skyler Anna Shaye (* 14. Oktober 1986 in Los Angeles, Kalifornien; als Skyler Anna Shuster) ist eine US-amerikanische Schauspielerin.

## Leben
Shaye begann ihre Schauspielkarriere Mitte der 1990er Jahre. Eine ihrer ersten Rollen übernahm sie 1995 im Fernsehfilm Der geheimnisvolle Ritter unter der Regie ihres Paten Jon Voight. Es folgten Rollen als „Geistermädchen“ im Independent-Horrorfilm The Whispering. Danach spielte sie in mehreren Filmen in Nebenrollen mit, z. B. in Manhood, in Superbabies: Baby Geniuses 2, in Berkeley und in The Legend of Simon Conjurer. Sie hatte auch mehrere Rollen beim Fernsehen, z. B. die Rolle der Sutton Ramsey in dem 2002 entstandenen Remake der Sitcom Family Affair (in Deutschland bekannt als Lieber Onkel Bill). Sie hatte auch Auftritte in den Serien Grey’s Anatomy, Criminal Minds und Veronica Mars.
Im Jahr 2003 gründete sie ihre eigene Filmproduktionsgesellschaft Skye Entertainment. 2007 hatte Shaye ihre erste Hauptrolle in einem Film als Cloe in Bratz, welcher auf den gleichnamigen Puppen basiert.

## Filmografie (Auswahl)
- 1994: Ava’s Magical Adventure
- 1995: Der geheimnisvolle Ritter (The Tin Soldier, Fernsehfilm)
- 1996: The Whispering
- 1998: Ein toller Sommer mit Tom Sawyer (The Modern Adventures of Tom Sawyer)
- 1999: Robbie und Matt – Außer Rand und Band (Boys Will Be Boys, Fernsehfilm)
- 2002: Lieber Onkel Bill (Family Affair, Fernsehserie, 4 Episoden)
- 2003: Manhood
- 2004: Superbabies: Baby Geniuses 2
- 2005: Berkeley
- 2005, 2016, 2019: Grey’s Anatomy (Fernsehserie, 3 Episoden)
- 2006: Criminal Minds (Fernsehserie, 1 Episode)
- 2006: The Legend of Simon Conjurer
- 2006: Veronica Mars (Fernsehserie, 1 Episode)
- 2007: Bratz
- 2012: Beyond – Die rätselhafte Entführung der Amy Noble (Beyond)
- 2013: Baby Geniuses: Baby Squad Investigators
- 2013–2015: Baby Geniuses Television Series (Fernsehserie, 8 Episoden)
- 2014: Baby Geniuses and the Treasures of Egypt
- 2015: Ray Donovan (Fernsehserie, 7 Episoden)
- 2015: Baby Geniuses and the Space Baby
- 2016: JL Family Ranch
- 2020: JL Family Ranch – The Wedding Gift (Fernsehfilm)
- 2022: Dangerous Game –The Legacy Murders
- 2025: The Leak (Kurzfilm)
- 2025: High Ground
- 2025: The Last Gunfight